# Paramilitair
Paramilitaire eenheden zijn geüniformeerde, bewapende en op militaire leest geschoeide eenheden die een apart onderdeel van de strijdkrachten van een land kunnen vormen of geheel los van deze strijdkrachten kunnen staan. Voorbeelden van paramilitaire eenheden zijn de kustwachten, de Spaanse Guardia Civil. Ook de gekazerneerde politie in een aantal Oostblokstaten was paramilitair (onder meer de Volkspolizei-Bereitschaften in de DDR). Daarnaast verstaat men onder paramilitaire groeperingen ook wel groepen die gewapend optreden buiten de (officiële) goedkeuring van de overheid, zoals verschillende milities in Noord-Ierland (tot ca. 1990) en Latijns-Amerikaanse landen.
Bij het beoordelen van de mankracht en slagkracht van een krijgsmacht worden de paramilitairen ook meegerekend, althans wanneer deze officieel zijn (of kunnen worden) ingelijfd bij de strijdkrachten.
De Conventie van Geneve beschermt ook krijgsgevangen paramilitairen, wanneer deze zijn ingelijfd bij de strijdkrachten van een van de strijdende partijen. Alleen die combattanten die niet aan de regels van de conventie voldoen zijn in de ogen van het internationaal recht franc-tireurs die onder voorwaarden binnen de bepalingen van de Conventie vallen.

## Voorbeelden van paramilitaire groeperingen
- Al Qaida
- Basji's
- Particuliere militaire bedrijven zoals Academi (voorheen Blackwater en Xe Services). Een organisatie die onder andere ingezet wordt door het Amerikaanse leger.
- Colombiaanse rechtse paramilitaire groeperingen, zoals de Águilas Negras
- Etsel "Nationale militaire organisatie", ook wel afgekort als Irgun (Mandaatgebied Palestina)
- Hagana (Irgun HaHagannah Ha'vri), 'organisatie voor Hebreeuwse defensie' (Mandaatgebied Palestina)
- Kampfgruppen der Arbeiterklasse (DDR, 1953-1990)
- Lancieri
- Levente (Hongarije, 1921-1945)
- National Defence Force (Syrische Burgeroorlog)
- Nederlandse Landwacht (1943-1945) (Tweede Wereldoorlog)
- Kroatische paramilitairen zoals de Ustašabeweging (1929-1947)
- National Guard (Verenigde Staten) alsook Staat Guard (van de afzonderlijk staten onder het beval van de gouverneur van iedere staat in tegenstelling tot de National Guard)
- Servische paramilitaire groeperingen, zoals Arkans Tijgers (1990-1996) en de Schorpioenen (Joegoslavische Burgeroorlog)
- Peshmerga (Golfoorlog van 1990-1991, Golfoorlog (2003), Irakoorlog)
- Rashtriya Swayamsevak Sangh, hindoenationalistische organisatie (India)
- Sqadristi en Zwarthemden
- Shabiha (Syrië)
- Studentenweerbaarheden in Nederland
- Sturmabteilung (SA) (Tweede Wereldoorlog)
- Verschillende gewapende groeperingen in Noord-Ierland, zoals de Ulster Defence Association (UDA, 1971-heden) en de (Provisional) IRA (1969-2005)
- Schutzstaffel (SS) (Duitsland, 1925-1945) (Tweede Wereldoorlog)
- Wagnergroep, een Russische paramilitaire organisatie (Oorlog in Oekraïne, Syrische Burgeroorlog, Tweede Libische Burgeroorlog, Centraal-Afrikaanse Republiek)
- Weerbaarheidsafdeling (WA) de paramilitaire tak van de Nationaal-Socialistische Beweging (NSB) (Tweede Wereldoorlog)